# Anga

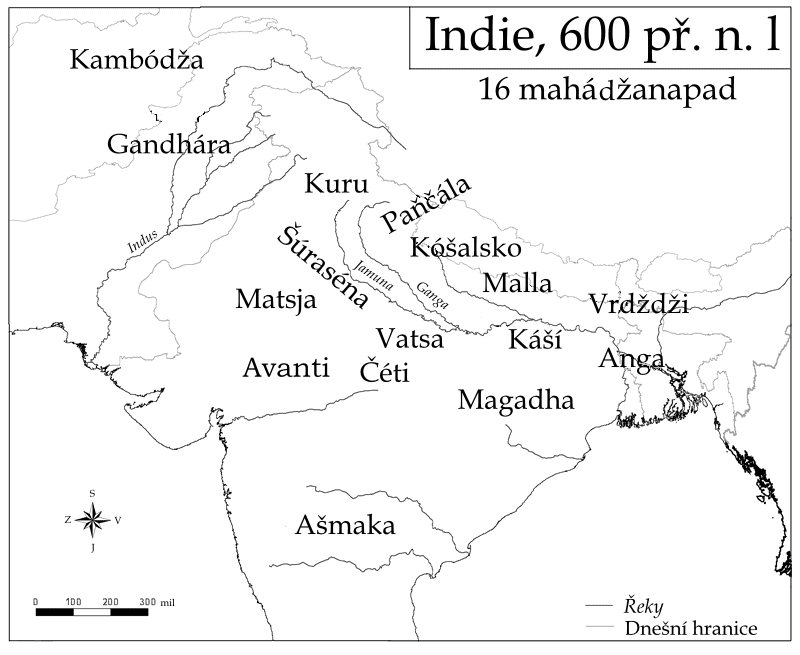
Mapa mahádžanapad, stát Anga lze spatřit na východně u poříčí řeky Gangy

Anga (v sanskrtu: अंग) bylo relativně malé království, které se v době starověku nacházelo v severní Indii v poříčí řeky Gangy. První zmínku o této zemi podává již Atharvavéda. Podle některých buddhistických textů, jako je např. Anguttara-nikája, patřila Anga mezi šestnáct mahádžanapad, čili mezi šestnáct malých království, které se nacházely na severu Indického subkontinentu za doby Gautama Buddhy (asi 563-483 př. n. l.). V džinistických textech je zmínka o tom, že Angané spolu s obyvateli Vangského království tvořili první skupinu Árjů.
Území, které království Anga pokrývalo, přibližně zabíralo dnešní bihárské okresy Bhágalpur a Mongér a část Bengálska. Hranici s Magadhou na západě říše tvořila řeka Čampa. Hlavní město Angy bylo město Čampa, které leželo na pravém břehu Gangy, nedaleko jejího soutoku s řekou Čampou. Bylo to vzkvétající město s důležitým přístavem, přes který proplouvaly lodě do Barmy a jižní Indie. Další významná města Angy byly např. Assapura či Bhadrika. Podle Purán a Mahábháraty bylo království Anga pojmenováno po jejím zakladateli, princi Angovi.
Okolo poloviny 6. století př. n. l. se Magadhský král Bimbisára rozhodl, že království Anga dobude. V rozhodující bitvě zabil posledního krále Angy Brahmadattu a začlenil Angu do Magadhské říše. Tím, že Bimbisára získal kontrolu nad městem Čampa, získal též kontrolu nad výnosným obchodem s kořením a drahým kamením.